# Bissegem
Bissegem is een deelgemeente van de Belgische stad Kortrijk, het was een zelfstandige gemeente tot aan de gemeentelijke herindeling van 1977. Het verstedelijkte Bissegem ligt ten noordwesten van Kortrijk-centrum, waarmee het volledig vergroeid is, en ten oosten van de buurgemeente Wevelgem. Met een oppervlakte van 3,4 km² is het de kleinste deelgemeente van Kortrijk. Bissegem telde 5283 inwoners op 31 december 2020. Het dorp ligt aan de Leie. Bissegem ligt tevens grotendeels binnen de Kortrijkse Ring R8.
Bissegem wordt omgeven door Heule, Wevelgem (inclusief Gullegem), Marke en Kortrijk.

## Naam
Over de betekenis en de herkomst van de naam "Bissegem" werden nogal wat gissingen gemaakt. Maar vrijwel zeker kan men stellen dat "Bissegem" afkomstig is van het Frankisch Bissingaheem. Bisso-inga-heim: de woonplaats (-heem) van de afstammelingen (inga) van de Frankische heer Bisso. Bis(s)o zou hier geleefd hebben omstreeks de jaren 960.

## Geschiedenis

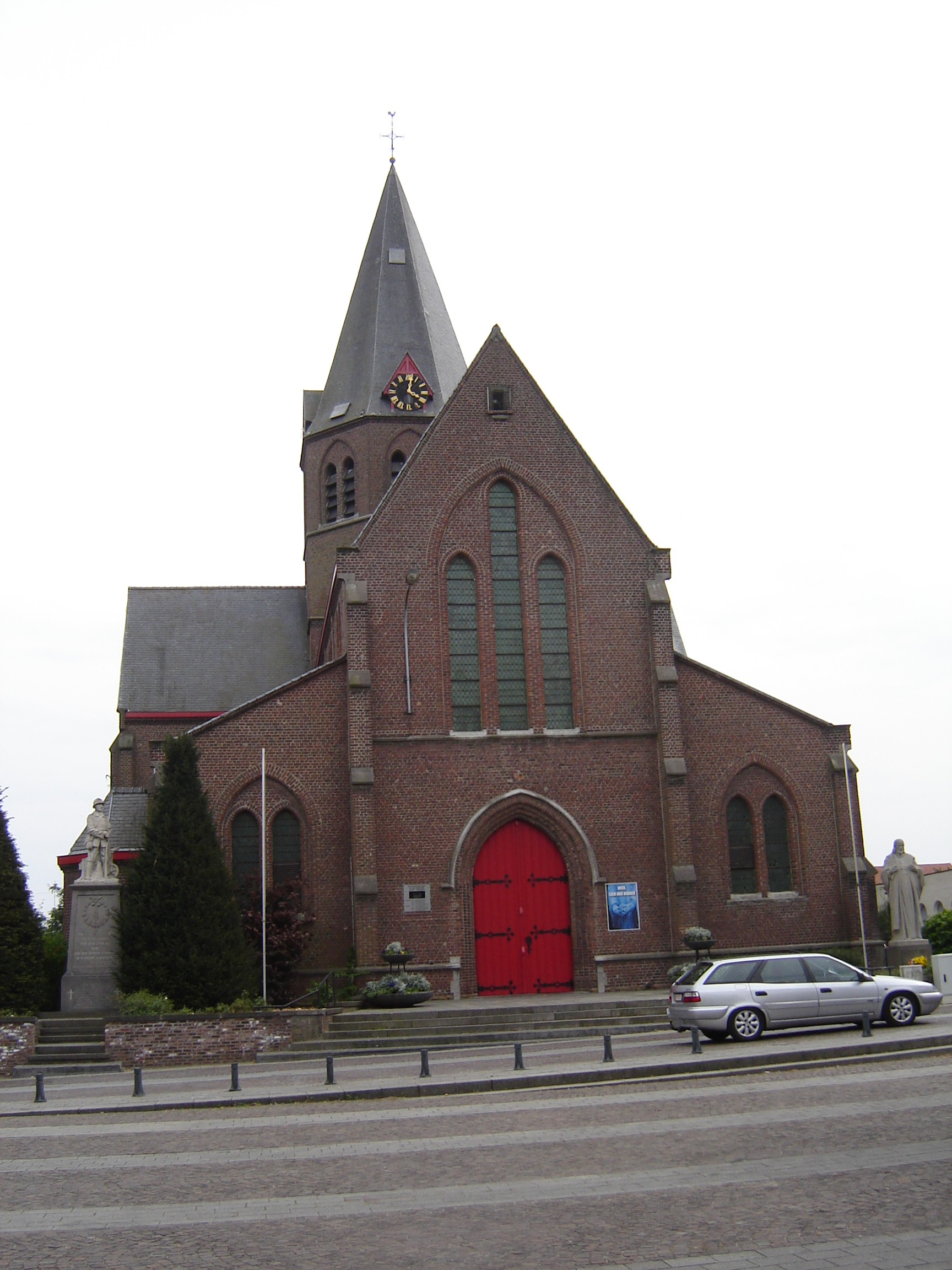
Sint-Audomaruskerk

Recente vondsten tonen aan dat er al in 3000 v.Chr. mensen woonden in de Neerbeekvallei dicht bij de monding in de Leie. Vanaf de 4e eeuw na C. vestigden er zich Franken in de Lage Landen. Toen was Bissegem een vrij moerassig gebied aan de samenvloeiing van de Leie en de Neerbeek. De Neerbeek was trouwens een bevaarbare waterloop, terwijl de Leie wel 200 m breed was.
De oudste vermelding van de parochie Bichengen dateert van 1107. De naam Bissigen vinden we terug in het 13e-eeuwse oorkondeboek van de Sint-Amandsabdij, die tot aan de Franse Revolutie het patronaatsrecht over de parochiekerk van Bissegem bezat. In 1206 lezen we Bissengiem. Daarnaast vinden we in het Cartularium van Groeninghe in 1353 de schrijfwijze Bissenghem.
Vanaf 1805 begon het vlasroten in de Leie aan belang te winnen. Vanaf 1860 werd de vlasverwerking geïndustrialiseerd. In 1863 kwam de eerste stoomvlaszwingelarij in bedrijf. In 1853 werd de spoorlijn van Kortrijk naar Wervik aangelegd, voor het transport van vlas en steenkool. Er kwam een station voor goederenvervoer, maar pas in 1912 kwam er ook een station voor reizigersvervoer.
Nadat het vlasroten in de Leie in 1943 verboden werd, kwamen er rootputten. In 1853 kwamen de Zusters van Vincentius a Paulo vanuit Deftinge naar Bissegem om onderricht aan meisjes te verzorgen.
In de loop van de 20e eeuw verstedelijkte Bissegem meer en meer. Zo werd vanaf 1970 de ringweg om Kortrijk aangelegd, waar Bissegem binnen viel. Ook werden nieuwe woonwijken gebouwd zoals Schoonwater (1976) en Jagersstraat (1969-1977).

## Demografische ontwikkeling
- Bronnen:NIS, Opm:1831 tot en met 1970=volkstellingen; 1976 = inwoneraantal op 31 december

## Bezienswaardigheden

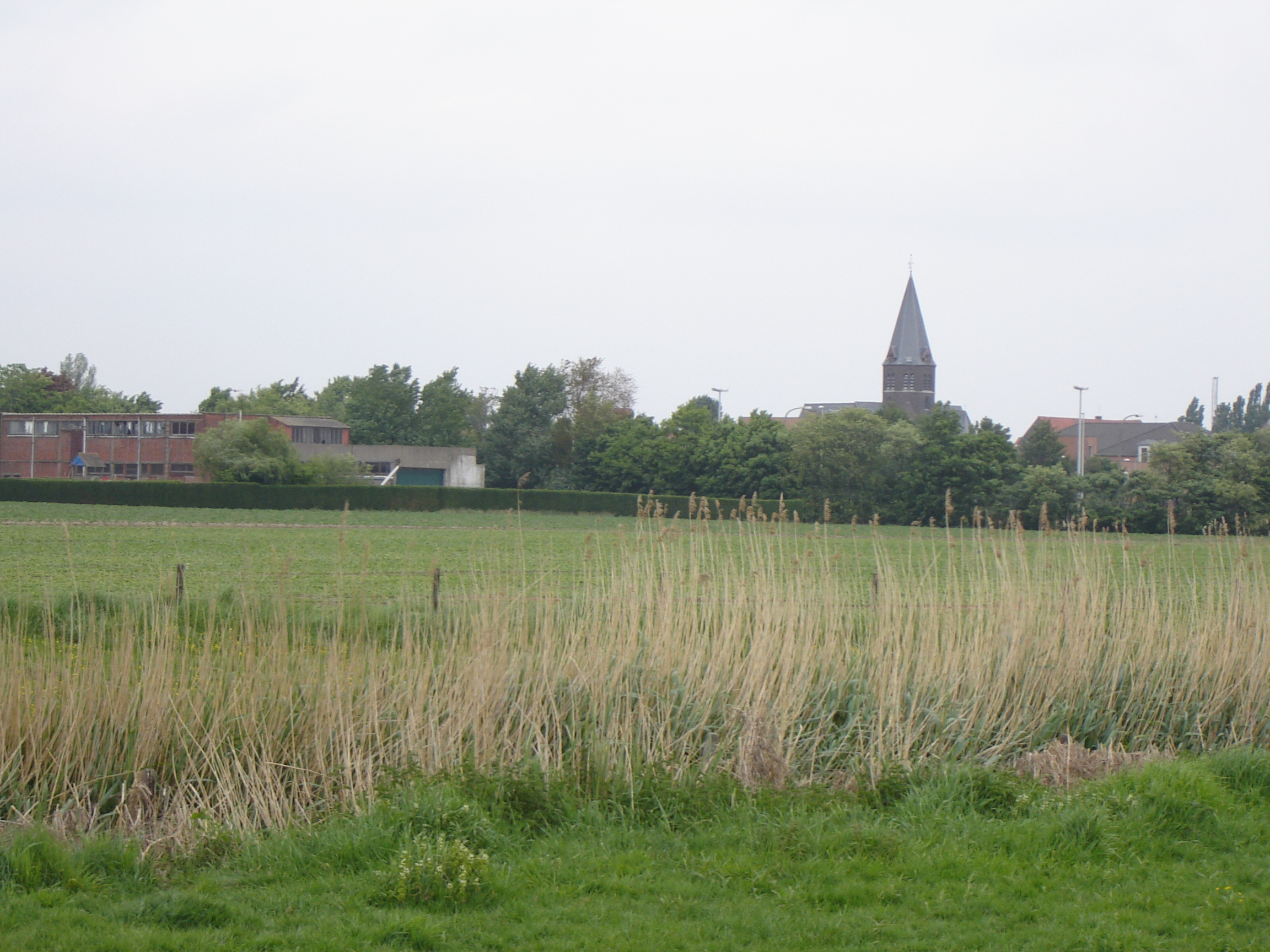
Uitzicht op Bissegem

- De Sint-Audomaruskerk, in regionale baksteengotiek, dateert uit 1898-1899.
- Het standbeeld van de Onbekende Soldaat, gelegen naast de Sint-Audomaruskerk.
- Het beeldje Minneke van Bissegem, door Jef Claerhout, van 1998, naar een volksliedje.[2]

## Natuur en landschap
Bissegem ligt aan de Leie. De plaats ligt in Zandlemig Vlaanderen op een hoogte van 15 tot 20 meter.

## Verkeer
Bissegem ligt binnen de Kortrijkse ring R8 en wordt ook doorsneden door de gewestweg N8, die er een op- en afrit met de R8 heeft. Op het grondgebied van Bissegem sluit de snelweg A19 op de R8 aan. Bissegem ligt aan de spoorweglijn Poperinge-Kortrijk en heeft een eigen treinstation (station Bissegem).

## Bekende inwoners
- Brigitte Becue, Belgisch zwemster
- Marc Cheyns, bedrijfsleider Cheyns, ondervoorzitter KV Kortrijk
- Ignace Crombé, organisator Miss Belgium Beauty
- Dries Dequae, gewezen minister en kamervoorzitter
- Bert Dewilde, artiest, schrijver, Conservator Nationaal vlasmuseum
- Albert Folens, Belgisch-Iers educatief uitgever
- Stefaan Lammens, sportjournalist VRT
- José Vermeersch, kunstenaar, beeldhouwer
- Claude Verspaille, gewezen voetballer
- Martine Tanghe, VRT Nieuwsanker

## Sport
- Voetbalclub KRC Bissegem is aangesloten bij de KBVB en actief in de provinciale reeksen.

## Nabijgelegen kernen
Heule, Gullegem, Wevelgem, Marke, Kortrijk

## Cultuur
Jaarlijks vindt er The Place To Be plaats.

## Trivia
Sint-Amandus is de patroonheilige van Bissegem.